# Welzheim
Welzheim é uma cidade da Alemanha, no distrito de Rems-Murr, na região administrativa de Estugarda , estado de Baden-Württemberg.
Está localizado a 35 km a leste de Stuttgart e a 15 km a noroeste de Schwäbisch Gmünd. Welzheim tem 11.239 (2005) habitantes e está localizado na 'Welzheimer Wald', uma floresta no nordeste de Württemberg.
O distrito de Welzheim e suas aldeias vizinhas são principalmente rurais e agrícolas. Devido às grandes áreas florestais, a indústria madeireira continua sendo uma grande parte dos negócios locais.
Há muitas áreas naturais bonitas perto de Welzheim, incluindo o lago 'Ebnisee' e uma pista de caminhada 'Mühlenwanderweg' (pista de caminhada do moinho), que segue muitos moinhos localizados no 'Welzheimer Wald'. Na cidade em si, existem pontos turísticos como a Igreja de St. Gallus e a prefeitura.

## História
A história de Welzheim remonta à época do Império Romano. Por volta do ano 160 dC, os romanos fundaram uma colônia e dois fortes lá; os linguistas reconstruíram seu nome em latim como (Castra) Valentia na base do nome medieval da cidade, Wallenzin mencionado pela primeira vez em 1181. Em 1980, no 800º aniversário da fundação da cidade, a parte oriental das ruínas foi reconstruída, e em 1993 um parque arqueológico foi fundado no local. A parte ocidental do forte foi construída ao longo dos anos. A história do assentamento após a queda do Império Romano está no escuro, até o ano de 1266, quando Welzheim recebeu os direitos da cidade.
Em 1499, a igreja de São Galo foi consagrada, presumivelmente como uma nova paróquia.
Em 5 de setembro de 1726, um incêndio destruiu toda a cidade. A igreja foi incendiada até suas fundações, embora logo tenha sido reconstruída. A prefeitura foi reconstruída em 1731.
O distrito de Welzheim tornou-se parte do condado de Waiblingen em 1938 e é um reitor da Igreja Evangélica-Luterana de Württemberg desde 1977.
Durante a Segunda Guerra Mundial, houve um pequeno campo de concentração perto da cidade, hoje identificado eufemisticamente como simplesmente "A Prisão". O campo continha 10.000 a 15.000 prisioneiros. O prisioneiro mais famoso da época foi o sindicalista comunista Friedrich Schlotterbeck, do grupo de resistência Luginsland. Um habitante anterior de Welzheim, aos dez anos de idade em 1945, testemunhou como testemunharia como o campo pendurava regularmente vários habitantes na terça-feira para dar espaço aos internos do campo. No cemitério, onde 35 das vítimas do campo de concentração estão enterradas, há um memorial para esses eventos.
Além da igreja protestante de Saint Gallus e da Igreja Católica de Cristo Rei, também há uma CVJM, a Aliança da Alemanha do Sul e vários outros sindicatos de igrejas livres, como os batistas, a União Evangélica da Igreja Livre, a Igreja Evangélica Metodista, a New Igreja Apostólica, Irmãos Evangélicos e até uma mesquita.